# Lepidodactylus gardineri
Espèce
Statut de conservation UICN

 VU D2 : Vulnérable
Lepidodactylus gardineri est une espèce de geckos de la famille des Gekkonidae.

## Répartition
Cette espèce est endémique de Rotuma aux Fidji.

## Étymologie
Cette espèce est nommée en l'honneur de John Stanley Gardiner.

## Publication originale
- Boulenger, 1897 : On the reptiles of Rotuma Island, Polynesia. Annals and Magazine of Natural History, sér. 6, vol. 20, p. 306-307 (texte intégral).